# Villers-Rotin
Villers-Rotin ist eine französische Gemeinde mit 124 Einwohnern (Stand: 1. Januar 2022) im Département Côte-d’Or in der Region Bourgogne-Franche-Comté. Sie gehört zum Arrondissement Dijon und zum Kanton Auxonne. 

## Geographie
Villers-Rotin liegt etwa 35 Kilometer südöstlich von Dijon und wird vom Flüsschen Vèze durchquert. Umgeben wird Villers-Rotin von den Nachbargemeinden Auxonne im Norden und Osten, Billey im Süden und Südosten, Flagey-lès-Auxonne im Süden und Südwesten, Tréclun im Südwesten sowie Labergement-lès-Auxonne im Westen.

## Bevölkerungsentwicklung
| Jahr                       | 1962 | 1968 | 1975 | 1982 | 1990 | 1999 | 2006 | 2013 | 2019 |
| Einwohner                  | 150  | 112  | 97   | 120  | 129  | 121  | 129  | 134  | 126  |
| Quellen: Cassini und INSEE |      |      |      |      |      |      |      |      |      |

## Sehenswürdigkeiten

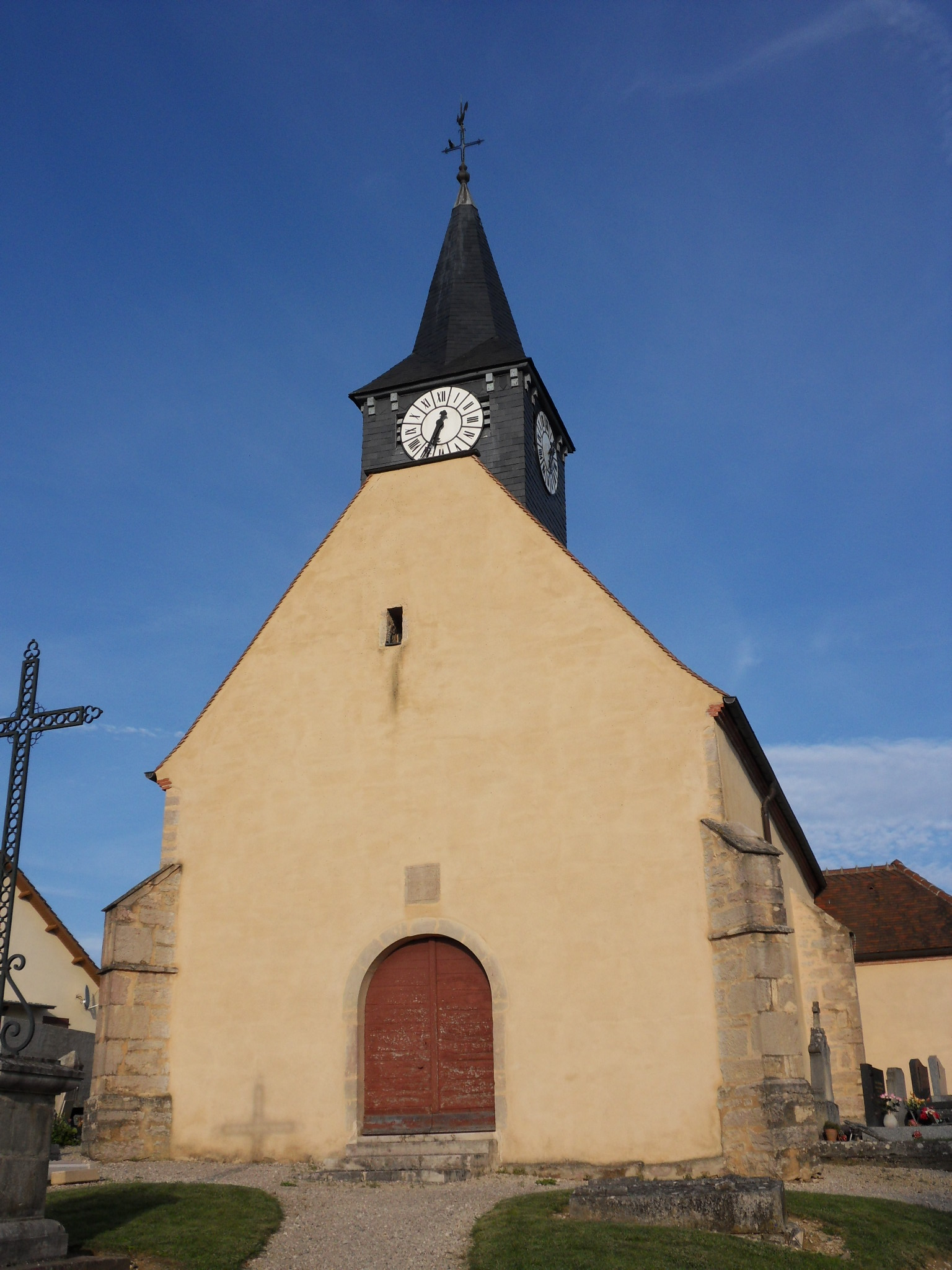
Kirche Saint-Vincent

- Kirche Saint-Vincent